# 감이당
감이당(坎以堂)은 대한민국의 인문의역학 연구소이다. 감이당에서 감(坎)은 주역 8괘 중 감괘 즉 물을 의미하고 물이 그러하듯 존재와 우주의 근원을 탐구하는 것을 연구소의 테마로 삼았다. 연구단체 <수유+너머>를 운영하던 고전평론가 고미숙은 개인적으로 질병 치료 차 허준의 《동의보감》을 접하게 되었다가 고전으로서의 《동의보감》의 의미에 천착하면서 <수유+너머> 생활을 정리하고 설립한 배움터이다. 감이당은 의역학과 철학 등 강의와 세미나를 열고 있으며 홈페이지는http://gamidang.com이다.